# Norrländska mästerskapet i fotboll 1941
Norrländska mästerskapet i fotboll 1941 vanns av Bodens BK.

## Matcher

### Semifinaler
- 22 juni 1941: Kiruna BK-Bodens BK 0-3
- 22 juni 1941: Hörnefors IF-IF Älgarna 2-2, 3-3 efter förlängning

#### Omspel av semifinal
- 6 juli 1941: IF Älgarna-Hörnefors IF 4-1

### Final
- 20 juli 1941: Bodens BK-IF Älgarna 6-0